# Nécrologe de Franchomme
Le Nécrologe, ou Chronologie des Hommes illustres. Histoire de leurs actions & de leur mort depuis 1501 jusques en 1600, par Jean Franchomme Flamand, est un recueil biographique de la fin du seizième siècle. On y trouve des indications souvent inédites sur les personnages connus et des notices assez détaillées sur des hommes dont on chercherait ailleurs vainement le nom. L'intérêt de ce manuscrit n'avait pas échappé au savant Bernard de Montfaucon, qui souhaitait même de le voir imprimé.